# Heiko van Staveren
Heiko Tiberius van Staveren (Breukelen, 21 oktober 1942) is een Nederlands voormalig hockeyer.

## Biografie
Van Staveren was verdediger bij de Nederlandse hockeyploeg die deelnam aan de Olympische Spelen van 1968. Hij speelde in totaal 43 interlands. In de Nederlandse competitie kwam Van Staveren uit voor HTCC uit Eindhoven en later voor Kampong. Na zijn sportcarrière werd hij docent internationaal privaatrecht verbonden aan de universiteit van Utrecht. In 1992 werd van Staveren bijzonder hoogleraar Sport & Recht aan de VU Amsterdam. Vanaf 2003 was hij daar gewoon hoogleraar. In 2007 ging hij met emeritaat.
Joost Boks · 
Aart Brederode · 
Edo Buma · 
Sebo Ebbens · 
John Elffers · 
Jan Piet Fokker · 
Otto ter Haar · 
Gerard Hijlkema · 
Arie de Keyzer · 
Ewald Kist · 
Tippy de Lanoy Meijer · 
Frans Spits · 
Heiko van Staveren · 
Theo Terlingen · 
Kik Thole · 
Theo van Vroonhoven · 
Piet Weemers ·
Coach: Piet Bromberg
- Library of Congress Control Number: n81118106
- Nederlandse Thesaurus van Auteursnamen: 06854362X
- Virtual International Authority File: 18551858